# Ugandatrichia minor
Ugandatrichia minor is een schietmot uit de familie Hydroptilidae. De soort komt voor in het Afrotropisch gebied.